# مستشفى شفاء الأورمان
مستشفى شفاء الأورمان هو مستشفى تخصصي مصري، لعلاج السرطان، تمتلكه جمعية الأورمان الخيرية، يقع بمدينة طيبة الجديدة بمحافظة الأقصر على مساحة حوالي 8.8 فدان، وُضع حجر أساس المستشفى في 9 ديسمبر 2014، واُفتتحت المرحلة الأولى في 27 مايو 2016، وينقسم المستفى إلى قسمين مستشفى علاج سرطان للكبار، وآخر للأطفال، بلغت الطاقة الاستيعابية للمستشفى حوالي 200 سرير، وتقدم خدماتها لسكان ستة محافظات في صعيد مصر.

## المستشفيات
- مستشفى شفاء الأورمان للكبار.
- مستشفى شفاء الأورمان للأطفال.

## وصلات خارجية
- الموقع الرسمي